# Arbetsblockad
En arbetsblockad är en stridsåtgärd på arbetsmarknaden som har till syfte att förhindra motparten från ekonomiska förbindelser genom att stoppa vissa former av arbete. Exempel på blockadformer är övertids-, mertids- samt nyanställningsblockad. En arbetsplatsblockad å andra sidan kan i sin tur innebära fysisk närvaro och övervakning från blockadvakter i anslutning till det företag som förklarats i blockad. Ett annat exempel är blockad av vissa varor, till exempel frukt eller vin från ett viss land. Blockaden kan vara arbetsplatsrelaterad (till exempel avse lastning eller lossning av elbilar av märket Tesla) och eventuellt vara kombinerad med köpbojkott. Åtminstone tidigare var affischering viktig för att informera om blockader.
I likhet med andra stridsåtgärder tas blockadåtgärder normalt till först då försök till förhandlingar har misslyckats, och ett varsel har lagts.
I Sverige är rätten till fackliga stridsåtgärder skyddad enligt Regeringsformen, så länge de vidtagna åtgärderna inte strider mot andra lagar. En blockad innebär således inte nödvändigtvis en grundlagsskyddad rätt att hindra andra att gå in på sin arbetsplats, hindra kunder att besöka ett företag eller liknade, eftersom detta exempelvis kan utgöra brottet ofredande eller egenmäktigt förfarande.